# Robert Kotscharjan

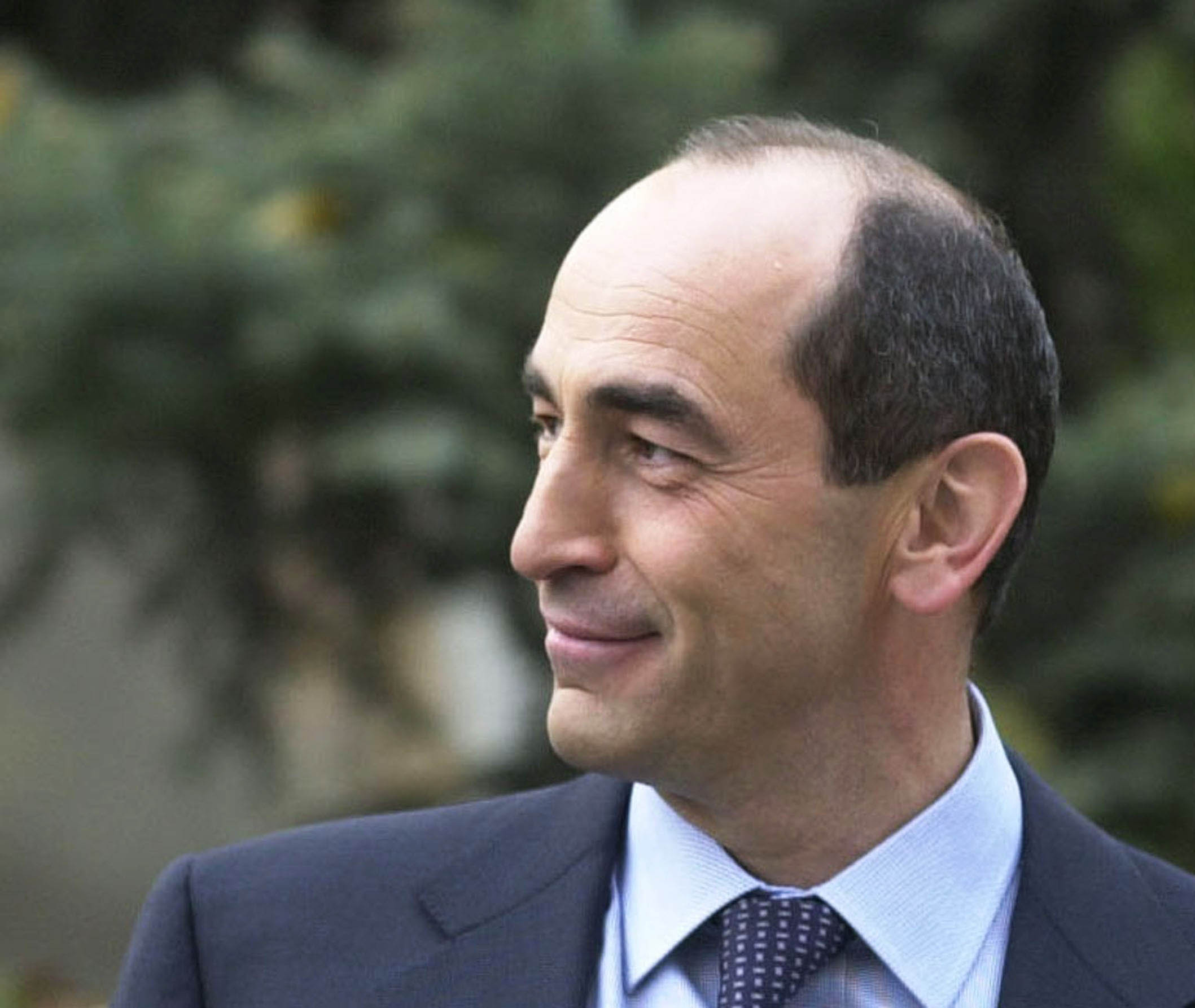
Robert Kotscharjan (2006)

Robert Sedraki Kotscharjan (armenisch Ռոբերտ Սեդրակի Քոչարյան, englisch Robert Sedraki Kocharyan, wissenschaftliche Transliteration Ṙobert K‘oč‘aryan; * 31. August 1954 in Stepanakert, Autonome Oblast Bergkarabach, Aserbaidschanische SSR, Sowjetunion) ist ein ehemaliger Staatspräsident und ehemaliger Premierminister Armeniens sowie von Bergkarabach.

## Laufbahn
Von 1972 bis 1974 leistete er seinen Militärdienst in der Sowjetarmee ab. 1981 beendete er sein Elektrotechnik-Studium an der Ingenieuruniversität Jerewan. 1992 wurde er zum Premierminister der international nicht anerkannten Republik Bergkarabach gewählt, in deren Armee er zuvor als General gedient hatte. 1994 trat er das neu geschaffene Amt des Präsidenten Bergkarabachs an. 1997 wurde der parteilose Kotscharjan armenischer Ministerpräsident. Im Jahr 1998 gewann er die vorgezogenen Wahlen zum armenischen Staatspräsidenten. Seine Wiederwahl 2003 war von Unregelmäßigkeiten begleitet. Da die armenische Verfassung eine dritte Amtszeit nicht vorsieht, schied er am 9. April 2008 aus dem Amt aus. Zu seinem Nachfolger wurde der bisherige Ministerpräsident Sersch Sargsjan vereidigt. Es wurde von Teilen der Opposition und einigen Medien spekuliert, dass Kotscharjan ihn nach russischem Vorbild im Amt des Regierungschefs beerbt, und so ein „Ämtertausch“ vollzogen würde. Der neue Präsident ernannte jedoch Tigran Sargsjan, den bisherigen Vorsitzenden der Zentralbank der Republik Armenien, zum neuen Regierungschef.
In einem Interview gab Kotscharjan 2015 an, sich nicht mehr an politischen Vorgängen in Armenien beteiligen zu wollen. Nach dem für Armenien verlorenen Krieg um Bergkarabach 2020 und dem Ende der Prozesse gegen ihn kandidierte Kotscharjan bei der Parlamentswahl in Armenien 2021. Er war Spitzenkandidat des Bündnisses „Armenien“, bestehend aus der Armenische Revolutionäre Föderation und Wiedergeborenes Armenien und wurde als größter Konkurrent des amtierenden Premiers Nikol Paschinjan angesehen, der in Folge des Krieges angeschlagen war und zurücktrat.

## Juristische Aufarbeitung der Amtszeit
Am 27. Juli 2018 ordnete ein Gericht auf Antrag des armenischen Spezialuntersuchungsdienstes an, Kotscharjan in Untersuchungshaft zu nehmen. Ihm wird vorgeworfen, die Präsidentschaftswahl von Februar 2008 zugunsten seines damaligen Verbündeten, des späteren Wahlsiegers Sersch Sargsjan, manipuliert zu haben. Dieser stammt wie Kotscharjan aus Bergkarabach. Beide waren politische Führer zur Zeit des Bergkarabachkriegs von 1992 bis 1994 und vertreten eine harte nationalistische Position in der Auseinandersetzung um die Enklave. Kotscharjan bezeichnet den Vorwurf als konstruiert und politisch motiviert. Er gilt jedoch als verantwortlich für die Schüsse auf Demonstranten bei den Protesten gegen die Wahlmanipulation am 1. März 2008, denen mehrere Menschen zum Opfer fielen. Auch wird er mit dem Massaker im armenischen Parlament am 27. Oktober 1999 in Verbindung gebracht, bei dem Ministerpräsident Wasken Sarkissjan und Parlamentspräsident Karen Demirtschjan sowie fünf weitere Personen von Unbekannten im Parlament getötet wurden.
Im November 2018 behauptete die armenische Unternehmerin Silwa Ambarzumjan auf einer Pressekonferenz, an Kotscharjan im Krisenjahr 2008 Schmiergeld gezahlt zu haben. Als Gegenleistung soll der ehemalige Präsident seinen Segen für die Abschließung eines Geschäftsvertrages mit einem arabischen Unternehmen gegeben zu haben. Daraufhin erhob der Sonderermittlungsdienst Armeniens im Februar 2019 eine neue Anklage gegen Kotscharjan wegen Bestechung. Dieser wies die Anschuldigungen zurück und reichte eine Klage gegen Ambarzumjan wegen Verleumdung ein.
Im Mai 2019 wurde Kotscharjan aus dem Gerichtssaal freigelassen, nachdem Bako Sahakjan und Arkadi Ghukassjan (ehemalige Präsidenten der international nicht anerkannten Republik Bergkarabach) dem Richter zusicherten, Kotscharjan werde sich nach der Entlassung „angemessen verhalten“. Als Protest gegen diese Entscheidung rief Premierminister Nikol Paschinjan seine Anhänger dazu auf, alle Gerichtsgebäude in Jerewan zu blockieren. Der Prozess gegen Kotscharjan endete im März 2021 mit einem Urteil des obersten Gerichts, das das Gesetz, nach dem Kotscharjan verfolgt wurde, für verfassungswidrig erklärte.

## Haltung zum Karabachkonflikt
Bei einem Auftritt vor Studenten der Diplomatischen Akademie des Außenministeriums der Russischen Föderation im Januar 2003 bezeichnete es Kotscharjan als unmöglich, dass Armenier je wieder in Aserbaidschan leben könnten. Die Ereignisse der späten 1980er und frühen 1990er Jahre hätten gezeigt, dass Armenier und Aserbaidschaner „ethnisch inkompatibel“ seien.

## Privates
Kotscharjan ist verheiratet und hat drei Kinder.

## Auszeichnungen
2002 erhielt er die Ehrenbürgerschaft der Stadt Gjumri.